# مورین (بازیگر)
مورین با نام اصلی منیر امیر آسوری (زاده ۱۳۰۵ تهران) بانوی بازیگر آشوری سینمای ایران است.

## زندگی‌نامه
تحصیلات خود را در دبیرستان ژاندارک بپایان برد بار اول به تئاتر هنر رفت و سپس به تئاتر تهران دعوت شد و پس از چندی به تماشاخانه فردوسی رفت. وی مدتی که در دبیرستان ژاندارک بود بزبان فرانسه تسلط یافت و چون هنرپیشگان تئاتر شالته پاریس برای اجرای چند برنامه به ایران آمدند او را به همکاری با خود دعوت کردند و موریس در پیس‌های چشم‌های سیاه و و در یتیمه رل‌های مادر و کلمانتین را بزبان فرانسه با مهارت انجام داد مورین سپس با منصور متین که او نیز هنرپیشه بود ازدواج کرد. و از سال ۱۳۳۳ با فیلم عروس دجله وارد عرصه سینما شد و در ۱۳ فیلم سینمایی بازی کرد.

## فیلمشناسی

### سینمایی
1. شادی‌های زندگی (۱۳۵۵)
2. میوه گناه (۱۳۴۹)
3. روزهای تاریک یک مادر (۱۳۴۶)
4. مردی در قفس (۱۳۴۴)
5. آقای شانس (۱۳۳۸)
6. سایه (۱۳۳۸)
7. آقای اسکناس (۱۳۳۷)
8. مادموازل خاله (۱۳۳۶)
9. برای تو (۱۳۳۴)
10. چهارراه حوادث (۱۳۳۴)
11. خواب و خیال (۱۳۳۴)
12. آغا محمدخان قاجار (۱۳۳۳)
13. عروس دجله (۱۳۳۳)

### مجموعه تلویزیونی
1. داش پالکی
2. کیمیاگر

### تئاتر
- «ابومسلم خراسانی»
- «شوهرهای مریم خانم»
- «ناصرالدین شاه»
- «لادام اوکاملیا»
- «پیر کفتار»